# Acanthogorgia armata
Acanthogorgia armata är en korallart som beskrevs av Addison Emery Verrill 1878. Acanthogorgia armata ingår i släktet Acanthogorgia, och familjen Acanthogorgiidae. Inga underarter finns listade i Catalogue of Life.